# Gélson Dala
Jacinto Muondo Dala (Luanda, 13 de julho de 1996), mais conhecido como Gélson Dala, é um futebolista angolano que atua como atacante. Atualmente, defende as cores do Al-Wakrah, na Qatar Stars League.

## Carreira

### Primeiro de Agosto (2013–2016)
Formado no Primeiro de Agosto, um dos principais clubes de Angola, Dala estreou pela equipe principal em 2013. Na sua primeira temporada, fez 4 jogos e marcou 2 gols. Na temporada seguinte, destacou-se ao marcar 10 gols em 21 jogos. Em 2015, Dala continuou a sua ascensão ao marcar 8 gols em 26 partidas, ajudando o Primeiro de Agosto a terminar em 2º lugar no Girabola.
A temporada de 2016 foi particularmente notável para Dala, que teve um desempenho excepcional e foi crucial na conquista do Girabola pelo Primeiro de Agosto. Com 23 gols, foi o artilheiro da competição e foi reconhecido como o melhor jogador. Este feito o colocou como o segundo maior goleador em uma única edição do Girabola, atrás apenas da lenda Carlos Alves, que marcou 29 gols.

### Sporting CP (2017–2020)
Em dezembro de 2016, Gélson Dala assinou contrato com o Sporting CP, com validade até junho de 2019 e uma cláusula de rescisão de 60 milhões de euros. Foi apresentado juntamente com o companheiro Ary Papel, que foi cedido ao Moreirense. Dala começou a sua trajetória no Sporting B, onde fez 13 gols em 17 jogos na temporada 2016/17, destacando-se como o melhor marcador da equipa.
Na equipa principal, fez a sua estreia a 21 de maio de 2017, substituindo Gélson Martins num jogo contra o Desportivo de Chaves. Na temporada seguinte, foi emprestado ao Rio Ave em janeiro de 2018, onde teve um desempenho sólido.

### Rio Ave (2018–2020, 2020–2021)

###### Empréstimo Inicial (2018–2019)
Gélson Dala foi emprestado ao Rio Ave em janeiro de 2018. Na sua primeira temporada, fez uma contribuição significativa, jogando 15 partidas e marcando 5 gols, ajudando a equipa a alcançar a 7ª posição na Liga Portuguesa. O seu desempenho destacou-se pela sua habilidade de finalização e pela capacidade de se posicionar bem no ataque.
Retorno ao Rio Ave (2020–2021)
Após um período de empréstimo ao Antalyaspor e com o Sporting a decidir não contar com ele, Dala foi novamente emprestado ao Rio Ave em janeiro de 2020. Na temporada 2020/21, fez 22 jogos e marcou 7 gols. O desempenho de Dala foi um dos pontos positivos para o Rio Ave, que lutava para evitar a descida de divisão. No entanto, a equipa acabou por descer para a Liga Portugal 2.
Transferência Definitiva (2021)
Com a descida de divisão do Rio Ave, Gélson Dala foi transferido definitivamente para o clube em julho de 2021, como parte de um acordo que envolveu Nuno Santos. No seu tempo como jogador do Rio Ave, Dala continuou a ser uma peça-chave no ataque da equipa, mantendo uma boa forma e contribuindo com vários gols e assistências. Ele se tornou um dos principais jogadores da equipa, mesmo na Liga Portugal 2.

### Al-Wakrah
Em julho de 2022, após a descida de divisão do Rio Ave, Gélson Dala foi emprestado ao Al-Wakrah, do Catar, que adquiriu o seu passe por 1,5 milhões de euros. No Al-Wakrah, Dala mostrou um desempenho notável, com 19 golos e 3 assistências em 28 jogos na sua primeira temporada, e continuou a ser um jogador chave na equipa.

## Seleção Nacional
Gélson Dala é internacional pela selecção de Angola por 44 vezes tendo apontado 20 golos. Gélson Dala estreou-se pela Seleção Nacional de Angola em junho de 2015, marcando 2 golos numa vitória por 4-0 sobre a República Centro-Africana, em jogo do CAN 2017. Na CAN 2023, foi o artilheiro de Angola e vice-artilheiro da competição, com 4 golos. Dala também se destacou em estatísticas de gols e assistências, e é conhecido pela sua capacidade de decisão e desempenho em campo.

## Vida Pessoal
Gélson Dala e sua esposa Fernanda Araújo começaram a namorar antes da fama e do sucesso. Fernanda acompanhou a formação de Dala no Primeiro de Agosto e, apesar do sucesso e da fama, Gélson manteve a sua namorada da infância. O casal tem dois filhos.

## Títulos

### Primeiro de Agosto
- Girabola: 2016

### Al Wakrah
- Copa do Qatar: 2024

### Prêmios individuais
- Melhor Jogador do Girabola: 2016
- Bola de Prata do CAN: 2023

Artilharia
- Girabola de 2016: (23 gols)
- Chuteira de Prata do Campeonato Africano das Nações de 2023: (4 gols)
- Melhor marcador da Qatari Star Cup 21/22 (7 golos)